# Alexis eller Deserteuren
Alexis eller Deserteuren (franska Le Deserteur) är en opéra comique i tre akter med musik av Pierre-Alexandre Monsigny och librettot av Michel Jean Sedaine. Översättningen till svenska gjordes av Carl Stenborg.

## Historik
Operan hade premiär den 6 mars 1769 på Comédie-Italienne i Paris. Verket var Monsignys största framgång och är en av nyckelverken i det sena 1700-talets franska opéra comique. Den blev populär i Tyskland och spelades i New York 1787. På Opéra-Comique framfördes den fler än 300 gånger under 1800-talet och fram till 1911. Verket blandar seriösa och komiska inslag, ett exempel på det senare är den berusade Montauciel. Temat med en räddning i sista minuten skulle senare influera räddningsoperan.

## Svenska versionen
Till sen svenska premiären översattes librettot till svenska av Carl Stenborg. Koreografin gjordes av Louis Gallodier. Operan hade premier den 12 maj 1777 på Stora Bollhuset i Stockholm. Till föreställningar från och med 1796 gjordes koreografin av Federico Nadi Terrade.

## Personer
| Roller        | Stämma       | Premiärbesättning                 | Rollbesättning vid den svenska premiären den 12 maj 1777 (Dirigent: Francesco Antonio Uttini) |
| ------------- | ------------ | --------------------------------- | --------------------------------------------------------------------------------------------- |
| Lovisa        | sopran       | Marie-Thérèse Laruette            | Lovisa Augusti                                                                                |
| Alexis        | baryton      | Joseph Caillot                    | Carl Stenborg                                                                                 |
| Jan Ludvig    | tenor        | Jean-Louis Laruette               | Anders Nordén                                                                                 |
| Alexis Faster | sopran       | Mme Bérard                        | Hedvig Wigert                                                                                 |
| Bertrand      | haute-contre | Antoine Trial                     | Nils Gustaf Stenborg                                                                          |
| Jeanette      | sopran       | Pétronille-Rosalie Beaupré        | Maria Smedberg                                                                                |
| Montauciel    | tenor        | Clairval (Jean-Baptiste Guignard) | Diedrich Tellerstedt                                                                          |
| Courchemin    | basbaryton   | M Nainville                       | Hans Björkman                                                                                 |
| Fångvaktaren  | talroll      |                                   | Nils Magnus Annerstedt                                                                        |